# Hosteen Klah
Hosteen Klah (nawaho: Hastiin Tłʼa) (ur. 1867 niedaleko Fortu Wingate, zm. 27 lutego 1937) – pochodzący z plemienia Nawahów artysta i szaman. Dokumentował aspekty religii Nawaho i związanych z nią praktyk obrzędowych. Był również ceremonialnym śpiewakiem oraz tkaczem.

## Wczesne życie
Hosteen Klah urodził się w 1867 roku w Bear Mountain, niedaleko Fortu Wingate w Nowym Meksyku. Jego imię w języku nawaho oznacza Leworęczny.
Będąc dzieckiem, nazywał się Ahway Eskay (w jęz. nawaho: Awééʼ ashkii). Jego ojcem był Hoksay Nolyae, a matką Ahson Tsosie, pochodzącą z klanu Tsétaaʼáanii.
Hosteen Klah urodził się po powrocie ludu Nawaho do swoich ojczyzn z przymusowego internowania w Bosque Redondo (od 1868: Fort Summer). Unikał uczęszczania do państwowej szkoły; szkolił się u swojego wuja w zakresie śpiewu i malowania piaskiem. Klahowi udało się opanować aż osiem tradycyjnych pieśni, podczas gdy większość Nawahów opanowuje tylko jedną lub dwie.

## Tożsamość seksualna
Hosteen Klah jest uważany za osobę interpłciową, ponieważ wśród ludu Nawaho zazwyczaj kobiety zajmują się tkactwem, a mężczyźni – ceremonialnym śpiewem, gdy Klah zajmował się obiema tymi domenami.
Wśród ludu Nawaho występuje tożsamość płciowa nádleehi, z którą Klah się identyfikował.

## Tkactwo
Klah, zidentyfikowany w okresie dojrzewania jako nádleeh, w latach 80. XIX wieku wraz z matką i siostrą zaczął naukę tkania.
W roku 1893 jego dzieła były wystawione na World’s Columbian Exposition w Chicago.
W 1916 Klah utkał na dywanie obrazy z tańca yéʼii bicheii. W swoich dziełach coraz częściej wykorzystywał motyw religii nawaho, co przez wielu tradycjonalistycznych Nawahów było uznane za świętokradztwo.

## Wheelwright Museum of the American Indian
W roku 1921 Hosteen Klah został przedstawiony bostońskiej dziedziczce Mary Cabot Wheelwright. Oboje zaprzyjaźnili się i założyli Wheelwright Museum of the American Indian w Santa Fe. Obawiając się o przyszłość tradycjyjnej religii Nawahów, Klah chciał ją udokumentować i udostępnić ją przyszłym pokoleniom.

## Śmierć
Hosteen Klah zmarł 27 lutego 1937 na zapalenie płuc i został pochowany na terenie Wheelwright Museum of the American Indian.